# Rytigynia madagascariensis
Rytigynia madagascariensis är en måreväxtart som beskrevs av Anne-Marie Homolle och Alberto Judice Leote Cavaco. Rytigynia madagascariensis ingår i släktet Rytigynia och familjen måreväxter.
Artens utbredningsområde är Madagaskar. Inga underarter finns listade i Catalogue of Life.